# 庆城县
庆城县位于中华人民共和国甘肃省东部，是庆阳市下辖的一个县。总面积为2，690.05平方公里。

## 历史
隋开皇十六年（596年），在今庆城镇置合水县，属弘化郡。唐神龙元年（705年）改为安化县。民国二年（1913年）改安化县为庆阳县，隶陇东道。2002年8月，因庆阳地区撤地设市，庆阳县与新设的地级庆阳市同名，故更名为庆城县。

## 人口
根据庆阳市第七次全国人口普查公报，显示庆城县常住人口为235154人，年龄结构中0-14岁占比20.99%，15-59岁占比62.71%，60岁以上占比16.3%，65岁以上占比11.54%。

## 經濟
2020年，全县实现生产总值78.9亿元，同比增长6%。

## 行政区划
庆城县下辖9个镇、6个乡：
庆城镇、驿马镇、卅铺镇、马岭镇、玄马镇、白马铺镇、桐川镇、赤城镇、高楼镇、太白梁乡、土桥乡、蔡口集乡、南庄乡、翟家河乡和蔡家庙乡。